# Samsung Galaxy Ace 3
A Samsung Galaxy Ace 3 egy Samsung androidos okostelefon.
2013 júniusában jelent meg. Magyarországon az LTE változatát a T-mobile és a Vodafone forgalmazza. A kijelzője 4 colos WVGA (480x800) LCD kijelző. Három fajtája létezik: a sima Ace 3 amelyik nem képes LTE hálózatok vételére és egykártyás. Létezik a DuoS változata is, ez a sima Ace 3 kétkártyás változata. Nem ért el sikereket a gyenge hardwere miatt. Van LTE vel szerelt változata is, ez alkalmas LTE hálózatok vételére. Kedvező áron a T-mobile forgalmazza. A készüléken Android 4.2.2 Jelly Bean fut. A hátoldali kamerája 5 megapixeles, átlagos minőségű fotókat készít. Az előlapi kamerája VGA felbontású. A Galaxy Ace 3 borítása alatt egy 2 magos, Qulacomm Snapdragon MSM8930-as processzor található, a magok 1,2 GHz-en pörögnek, mellé van 1GB RAM és 8GB belső tárhely.